# 五角栝楼
五角栝楼（学名：Trichosanthes quinquangulata）为葫芦科栝楼属下的一个种。主要分布于缅甸、泰国、中南半岛、马来西亚以及台灣、云南南部海拔580-850米的山坡林中或路旁。